# Яковлев, Тимофей Акимович
Тимофе́й Аки́мович Я́ковлев (25 февраля 1926 — 19 октября 1985) — советский офицер, Герой Советского Союза (1945), участник Великой Отечественной войны в должности командира пулемётного расчёта 447-го Пинского стрелкового полка 397-й Сарненской Краснознамённой ордена Кутузова II-й степени стрелковой дивизии 61-й армии 1-го Белорусского фронта, полковник.

## Биография
Родился 25 февраля 1926 года в селе Ницаха ныне Тростянецкого района Сумской области (Украина) в семье крестьянина. Русский. Член ВКП(б) с 1949 года. В 1941 году окончил 8 классов средней школы.
В период временной фашистской оккупации помогал партизанам. Был арестован по подозрению в распространении антифашистских листовок. Стойко держался на допросах и из-за отсутствия доказательств «виновности» освобождён.
В Красной армии с августа 1943 года. Участник Великой Отечественной войны с августа 1944 года. Сражался на 1-м и 3-м Прибалтийских и 1-м Белорусском фронтах. Был ранен и контужен.
Командир пулемётного расчёта 447-го Пинского стрелкового полка (397-я Сарненская Краснознамённая ордена Кутузова 2-й степени стрелковая дивизия, 61-я армия, 1-й Белорусский фронт) младший сержант Тимофей Яковлев при прорыве обороны противника южнее Варшавы в ночь на 16 января 1945 года огнём из пулемёта подавил несколько вражеских огневых точек, препятствовавших продвижению наших стрелковых подразделений.
26 января в бою за населённый пункт Дзембово (Польша) одним из первых ворвался во вражескую траншею.
Указом Президиума Верховного Совета СССР от 27 февраля 1945 года за образцовое выполнение боевого задания командования в борьбе с немецко-фашистскими захватчиками и проявленные при этом мужество и героизм, младшему сержанту Яковлеву Тимофею Акимовичу присвоено звание Героя Советского Союза с вручением ордена Ленина и медали «Золотая Звезда» (№ 5232).
После войны продолжал службу в Вооружённых Силах. В 1949 году окончил Ленинградское командное артиллерийское училище, в 1957 году — Высший военный педагогический институт. С 1985 года служил старшим преподавателем кафедры марксистско-ленинской подготовки в Сумском высшем артиллерийском командном училище имени М. В. Фрунзе. Полковник Т. А. Яковлев скончался 19 октября 1985 года. Похоронен в родном селе.

## Награды
- Медаль «Золотая Звезда» Героя Советского Союза (27.02.1945; № 5232);
- орден Ленина (27.02.1945);
- орден Отечественной войны I степени (11.03.1985);
- Медали СССР.

## Память
В городе Сумы, в начале улицы имени Героев Сталинграда, создана аллея Славы, где представлены портреты 39 Героев Советского Союза, чья судьба связана с городом Сумы и Сумским районом, среди которых и портрет Героя Советского Союза Т. А. Яковлева. Его имя выбито на аннотационной доске с именами земляков — Героев Советского Союза и полных кавалеров ордена Славы в городе Тростянце.